# Hernani, Đông Samar

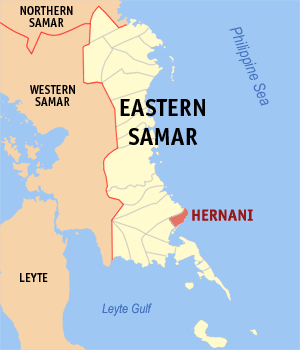
Bản đồ Đông Samar với vị trí của Hernani

Hernani là một đô thị hạng 5 ở tỉnh Đông Samar, Philippines. According to the 2000 census, it has a population of 7.642 người trong 1.412 hộ. Diện tích 49,42 km².

## Các đơn vị hành chính
Hernani được chia ra 13 barangay.
- Barangay 1
- Barangay 2
- Barangay 3
- Barangay 4
- Batang
- Canciledes
- Carmen
- Garawon
- Nagaja
- Padang
- San Miguel
- San Isidro
- Cacatmonan